# رابرت ام. گرانت (الهیات‌شناس)
رابرت ام. گرانت (انگلیسی: Robert M. Grant; ۲۵ نوامبر ۱۹۱۷ – ۱۰ ژوئن ۲۰۱۴) مورخ، و متخصص الهیات اهل ایالات متحده آمریکا بود.
وی همچنین برندهٔ جوایزی همچون کمک‌هزینه گوگنهایم شده‌است.